# Boarmia mollearia
Boarmia mollearia är en fjärilsart som beskrevs av Walker 1860. Boarmia mollearia ingår i släktet Boarmia och familjen mätare. Inga underarter finns listade i Catalogue of Life.